# Henri Crémieux
Henri Crémieux, född 19 juli 1896 i Marseille, Bouches-du-Rhône, Frankrike, död 10 maj 1980 i Cassis, Bouches-du-Rhône, Frankrike, var en fransk skådespelare. Crémieux filmdebuterade 1930 och medverkade fram till 1980 i franska filmer och TV-produktioner.

## Filmografi, urval
- 1937 – Kronans pärlor
- 1939 – De voro 9 ungkarlar
- 1946 – Jag är ingen ängel
- 1951 – Spetsbyxan
- 1952 – De smygande stegen
- 1952 – Kärlekens fröjder
- 1952 – Fest i Paris
- 1954 – En mänsklig komedi
- 1955 – Någon måste dömas
- 1957 – Den glade luffaren
- 1958 – Famntag i natten
- 1961 – Dolt bevis
- 1967 – Flickorna i Rochefort
- 1970 – Flickan med åsneskinnet